# Melhores do Ano de 2022
A 26.ª cerimônia de entrega dos Melhores do Ano foi uma transmissão televisiva para premiar os melhores atores, cantores e jornalistas de 2022 em 11 categorias. A premiação foi exibida em 25 de dezembro de 2022 pela TV Globo, sendo gravada em 16 de dezembro no mesmo ano nos Estúdios Globo, no Rio de Janeiro, e contou com a apresentação do comunicador Luciano Huck.

## Resumo
| Programa                      | Indicações | Vitórias |
| ----------------------------- | ---------- | -------- |
| Pantanal                      | 11         | 5        |
| Além da Ilusão                | 3          | 0        |
| Sob Pressão                   | 3          | 3        |
| Cine Holliúdy                 | 3          | 0        |
| Arcanjo Renegado              | 2          | 0        |
| Mar do Sertão                 | 1          | 0        |
| Que História É Essa, Porchat? | 1          | 0        |
| BBB22: Big Terapia            | 1          | 0        |
| Lady Night                    | 1          | 1        |
| Jornal Hoje                   | 1          | 0        |
| Jornal da Globo               | 1          | 0        |
| Jornal Nacional               | 1          | 1        |

## Vencedores e indicados
Os vencedores estão em negrito.
| Novela do Ano | Série do Ano |
| --- | --- |
| - Pantanal – (Bruno Luperi e Gustavo Fernandez) - Além da Ilusão – (Alessandra Poggi e Luiz Henrique Rios) - Mar do Sertão – (Mário Teixeira e Allan Fiterman) | - Sob Pressão – (Lucas Paraizo e Andrucha Waddington) - Arcanjo Renegado – (José Júnior, Heitor Dhalia e André Godói) - Cine Holliúdy – (Marcio Wilson, Claudio Paiva, Halder Gomes e Renata Porto) |
| Ator de Novela | Atriz de Novela |
| - Murilo Benício – (Tenório em Pantanal) - Antonio Calloni – (Matias em Além da Ilusão) - Marcos Palmeira – (Zé Leôncio em Pantanal)                           | - Isabel Teixeira – (Maria Bruaca em Pantanal) - Alanis Guillen – (Juma em Pantanal) - Dira Paes – (Filó em Pantanal)                                                                               |
| Ator de Série | Atriz de Série |
| - Júlio Andrade – (Dr. Evandro em Sob Pressão) - Edmilson Filho – (Francisgleydisson em Cine Holliúdy) - Marcelo Mello Jr. – (Mikhael em Arcanjo Renegado)     | - Marjorie Estiano – (Dra. Carolina em Sob Pressão) - Alice Wegmann – (Raíssa em Rensga Hits!) - Luisa Arraes – (Francisca em Cine Holliúdy)                                                        |
| Ator Coadjuvante | Atriz Coadjuvante |
| - Osmar Prado – (Velho do Rio em Pantanal) - Juliano Cazarré – (Alcides em Pantanal) - Silvero Pereira – (Zaquieu em Pantanal)                                 | - Bella Campos – (Muda em Pantanal) - Bárbara Paz – (Úrsula em Além da Ilusão) - Camila Morgado – (Irma em Pantanal)                                                                                |
| Humor: Troféu Paulo Gustavo | Jornalismo |
| - Tatá Werneck – (Lady Night) - Fábio Porchat – (Que História É Essa, Porchat?) - Paulo Vieira – (BBB22: Big Terapia)                                          | - William Bonner – (Jornal Nacional) - César Tralli – (Jornal Hoje) - Renata Lo Prete – (Jornal da Globo)                                                                                           |
| Música do Ano | |
| - "Dengo" – João Gomes - "Maldivas" – Ludmilla - "Vermelho" – Gloria Groove                                                                                    | |

### Prêmio honorário
| Troféu Inspiração |
| --- |
| - Nalvinha da Ilha – ONG Saber Viver - Txai Suruí e Neidinha – Indígena e ambiental - Edson Leite – ONG Gastronomia Periférica |

## Apresentações
| Intérprete               | Canção                                                                                      |
| ------------------------ | ------------------------------------------------------------------------------------------- |
| Pitty Jão Beto Lee       | Tributo à Rita Lee: "Balada do Louco" "Agora Só Falta Você" "Mania de Você" "Lança Perfume" |
| João Gomes               | "Dengo"                                                                                     |
| Ludmilla                 | "Maldivas"                                                                                  |
| Gloria Groove            | "Vermelho"                                                                                  |
| Milton Nascimento Simone | "Paula e Bebeto" "Nada Será como Antes" "Maria Maria" "Então É Natal"                       |

## In Memoriam
O In Memoriam homenageia os artistas que faleceram no ano de 2022 (em ordem de aparição).
- Paulinha Abelha – cantora
- Aleksandro – cantor
- Batoré – ator
- Roberto Guilherme – ator
- Marilu Bueno – atriz
- Lizette Negreiros – atriz
- Maria Fernanda – atriz
- Marilene Galvão – cantora
- Bebeto Alves – cantor e compositor
- Claudia Jimenez – atriz
- Susana Naspolini – jornalista
- Milton Gonçalves – ator
- Henrique Morelenbaum – maestro
- Paulo Jobim – músico
- Rubens Caribé – ator
- Breno Silveira – cineasta
- Ilka Soares – atriz
- Isaac Bardavid – ator e dublador
- Ludmila Ferber – cantora
- Reynaldo Boury – diretor de novelas
- Alberico de Souza Cruz – jornalista
- Suzana Faini – atriz
- Neila Tavares – atriz
- Theresa Amayo – atriz
- Arnaldo Jabor – cineasta e jornalista
- Elza Soares – cantora
- Françoise Forton – atriz
- Isabel Salgado – atleta
- Helena Xavier – atriz
- Marcia Manfredini – atriz
- Pedro Paulo Rangel – ator
- Rolando Boldrin – cantor e compositor
- Nélida Piñon – escritora
- Éder Jofre – pugilista
- Gal Costa – cantora
- Lygia Fagundes Teles – escritora
- Danuza Leão – jornalista
- Erasmo Carlos – cantor
- Jô Soares – apresentador e humorista

## Ausentes
- Antonio Calloni